# Daniel Purcell
Pour les articles homonymes, voir Purcell.
Daniel Purcell, né vers 1664 et enterré le 26 novembre 1717, est un compositeur anglais et le frère cadet ou le cousin de Henry Purcell. 

## Biographie
Adolescent, il fait partie du chœur de la chapelle royale britannique. Il est ensuite nommé organiste du Magdalen College d'Oxford - il a alors environ vingt-cinq ans. C'est là qu'il commence à composer, mais en 1695, il quitte Oxford pour Londres, où il compose de la musique de scène. Il en composera plus d'une quarantaine. L'une de ses premières compositions est la conclusion du masque à l'acte V du semi-opéra The Indian Queen de Henry Purcell.
En 1700, il arrive troisième lors d'un concours portant sur la meilleure musique de scène pour l'accompagnement d'un masque de William Congreve, The Judgement of Paris (Le Jugement de Pâris).
Vers 1710, il publie des œuvres de musique de chambre, surtout des sonates en trio et des sonates pour flûte ou violon.
En 1713, à l'âge de 49 ans, il est nommé organiste de la paroisse de St Andrew's d'Holborn, au nord-ouest de la Cité de Londres, un poste qu'il occupe jusqu'à sa mort.
Aujourd'hui, ses œuvres les plus couramment jouées sont le Magnificat et le Nunc dimittis en mi mineur, deux chants liturgiques de l'office de complies dans l'Église d'Angleterre.